# Siemens (vállalat)

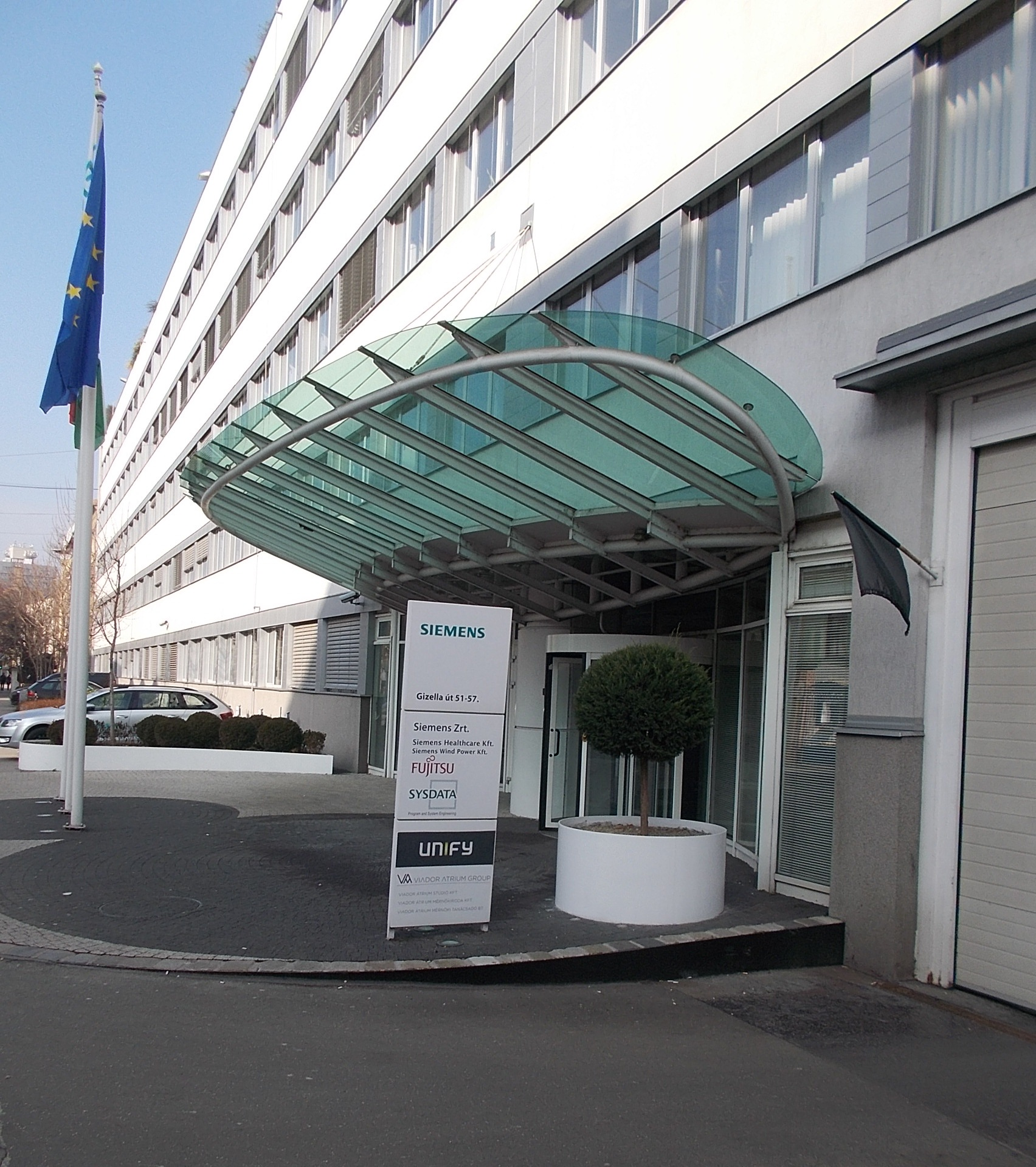
A Siemens Zrt. Gizella úti székháza

A Siemens AG egy német multinacionális technológiai konglomerátum. Központja Berlinben és Münchenben található. A vállalat portfóliója az ipar automatizálására és digitalizálására, épületek infrastruktúrájára, decentralizált energiarendszerekre, vasúti és közúti mobilitási megoldásokra, valamint orvostechnikára is kiterjed. 1989-ben megvásárolta az Simmering-Graz-Pauker-t.

## A Siemens Magyarország története
A Siemens több mint 130 éve, az első budapesti villamosvonal 1887-ben történt elindítása óta része a hazai mindennapoknak. Tevékeny szerepet vállal a nagyvárosi infrastruktúra és közösségi közlekedés fejlesztésében, az energiatermelést biztosító villamos erőművekben, az épületek energiahatékonyságában, a kórházak diagnosztikai eszközeiben, és az autógyárak tervezőszoftvereiben.
A cég hazai múltja történelmi léptékkel nézve is jelentős: a magyarországi cégalapításra az első budapesti villamosvonal kiépítése teremtett alkalmat, majd a vállalat már az második világháború előtt az ország egyik legnagyobb magyarországi foglalkoztatójává vált.
A rendszerváltás után a vállalat fontos szerepet töltött be a legfejlettebb technológiák hazai elterjesztésében, a működő tőkeberuházások bevonzásában, ma pedig a duális szakképzés úttörője, és aktív K+F tevékenységével is hozzájárul az ország gazdasági és társadalmi fejlődéséhez.

## Siemens mérföldkövek Magyarországon
1887
Siemens járművekkel indult meg a villamos vasúti közlekedés Budapesten. A villamos a mai Nyugati pályaudvartól indult, útvonala a Nagykörúton a Király utcáig tartott. A kilométeres távolságot alig három perc alatt tette meg a szerelvény.
1896
Elindult a kontinentális Európa első földalatti vasútja Budapesten.
1925
A vállalat megépítette Magyarország első rádióállomását.
1952
A Szépművészeti Múzeum restaurátorműhelyét egy hordozható Siemens Portix típusú röntgenkészülékkel szerelték fel. A készülék megmutatta, hogy két Goya-festmény látható kompozíciója alatt virágcsendéletek vannak.
1968
Az országos villamosenergia hálózatra digitális elvű Siemens-távmérőket telepítettek.
1972
A Budapesti Nemzetközi Vásáron bemutatkozott a Siemens telexgépe.
1973 A Budapesti fogaskerekű vasút új SGP járműveket kapott.
1991
Megalakult a Siemens Kft. forgalomtechnikai szervize Budapest közúti forgalmi jelzőlámpáinak telepítésére, karbantartására, csomópontok telepítésére, hibaelhárítására.
2005
Megnyílt Budapesten az első PET/CT diagnosztikai központ, amelyet Siemens Biograph PET/CT-berendezéssel szereltek fel.
2014
Átadták a forgalomnak az M4-es metróvonalat, Siemens automatikus vonatvezérlés, áramellátás és kommunikációs rendszer kiépítésével.